# Lubbeek
Lubbeek är en kommun i Belgien.   Den ligger i provinsen Flamländska Brabant och regionen Flandern, i den centrala delen av landet, 30 km öster om huvudstaden Bryssel. Antalet invånare är 13 844. Lubbeek gränsar till Tienen och Glabbeek. 
Trakten runt Lubbeek består till största delen av jordbruksmark. Runt Lubbeek är det tätbefolkat, med 257 invånare per kvadratkilometer.